# 水原親憲
水原親憲（日语：／ Suibara Chikanori，1546年（天文15年）—1616年（元和2年））日本戰國時代至江戶時代前期武將。上杉氏重臣。別名彌七。官位：常陸介。出自大關氏，本名大關親憲。後奉上杉景勝命繼承水原氏而改姓。父大關親信。有一養子水原憲胤。
親憲在永祿4年（1561）參與川中島之戰立功受上杉謙信表揚。確切史料則是記載他因為在御館之亂支持上杉景勝繼任家督而受重用。天正7年（1579年）2月，攻略廣瀨（魚沼郡）的小平尾地區，天正8年（1580年）5月，與深澤利重・栗林政賴共同守備上田。天正14年（1586）新發田重家叛亂，水原滿家出戰戰死，景勝命其繼承揚北眾水原氏。文祿3年（1594）因征討出羽最上義光有功獲賜景勝朱印狀。依據「文祿三年定納員數目錄」紀錄，此時水原常陸領有3414石知行。
慶長3年（1598）上杉家移封會津，親憲任5500石豬苗代城城代。慶長5年（1600）長谷堂城之戰率200名火槍隊和前田慶次一同掩護上杉軍撤退表現活躍，最上義光本人所戴的頭盔還被鉛彈擊中而留下痕跡，最上軍損害頗大。
慶長19年（1614）大坂之陣中的鴫野之戰率火槍隊參戰同樣表現優異，獲德川秀忠賜與感謝狀，他說。後改姓杉原。元和2年（1616）去世，年71。嫡子助市於11歲早夭，以外孫憲胤為養子繼承家督。